# Pikorde

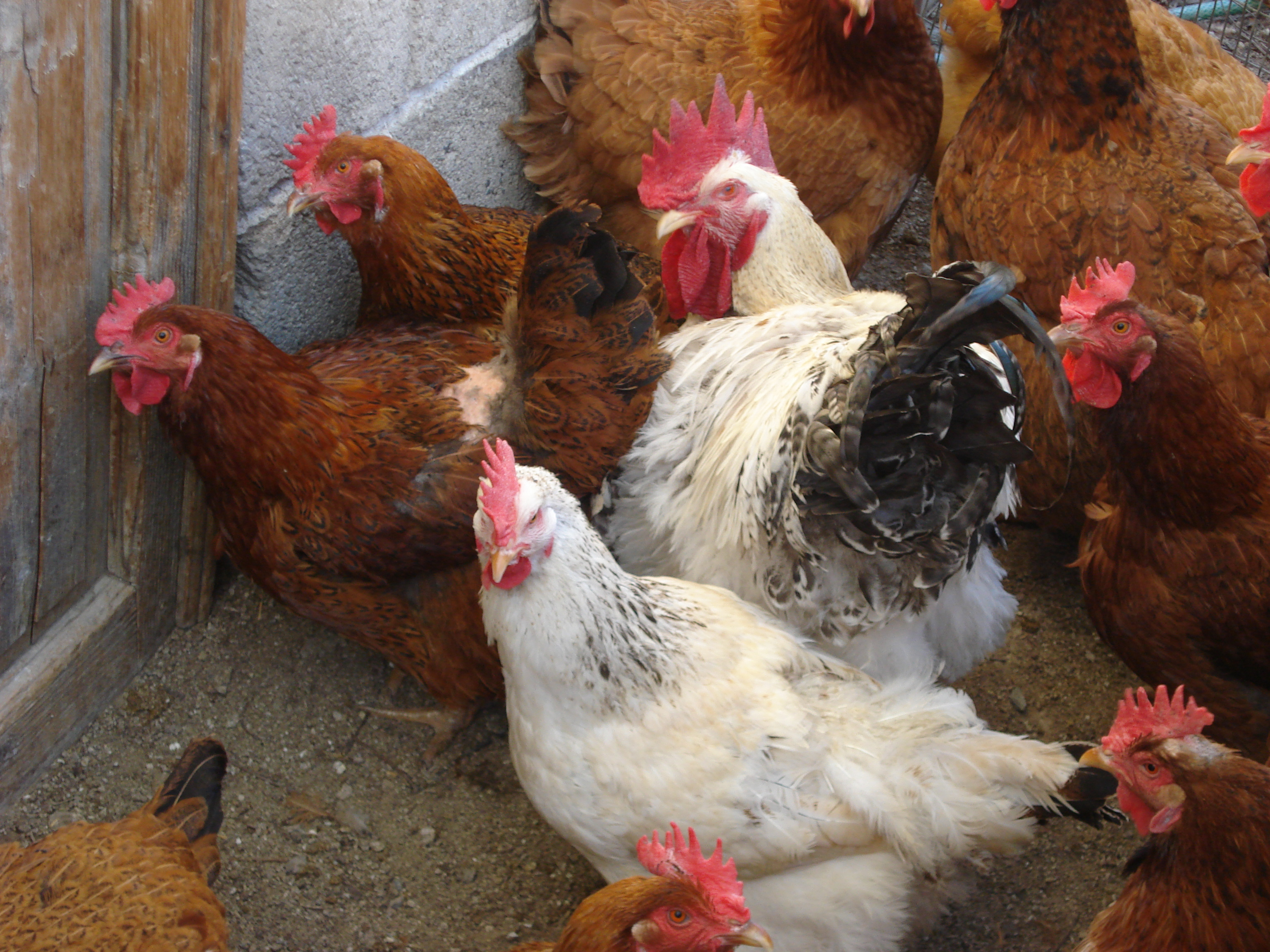
Toom kippen met haan

De pikorde of meer algemeen rangorde in een kippenhok komt erop neer dat er in elk koppel hennen aanwezig zijn, die aan voer- en drinkbakken vooraan staan en de beste rustplaatsen innemen en andere hennen afpikken.
De hoogste hen in de rangorde zal alle andere hennen pikken; de op een na hoogste wordt alleen gepikt door de hen die boven haar staat en pikt alle anderen. Het is een duidelijke rangorde, waarin, in tegenstelling tot bij veel andere dieren, niet slechts een duidelijke nummer 1 is, maar waarin iedere hen een plaats in deze rangorde heeft. Dit pikken is vooral gericht op de kop, maar zal vrijwel nooit ontaarden in een bloedbad. Het is een heel andere vorm van pikken dan het gevreesde verenpikken of kannibalisme; het is meer bedoeld als: "ga weg, ik eerst". Deze pikorde onder de hennen heeft niets te maken met het al dan niet aanwezig zijn van een haan; is er wél een haan, dan zal de hen die helemaal onderaan in de pikorde staat vaak wat extra door hem in bescherming genomen worden.
Het woord heeft in het dagelijks spraakgebruik de betekenis van een (informele) hiërarchie gekregen: "Dit bedrijf heeft officieel wel een platte structuur, maar naar anciënniteit bestaat er wel een zekere pikorde". (Oftewel: wie er het langst werkt, heeft het meest te vertellen.)

## Herkenning
Kippen kunnen elkaar herkennen binnen een groep van maximaal 85 hennen. Prof. Guhl van het Kansas State College, expert op het gebied van de dierpsychologie, in het bijzonder van de psychologie van de hen, heeft uitgebreide onderzoekingen gedaan naar het verschijnsel pikorde. Hij ging onder meer in een serie proeven na, of de hennen in een toom ook elkaar onderling kennen en herkennen en waaraan. Daartoe veranderde hij het uiterlijk van sommige hennen door bijvoorbeeld op verschillende plaatsen van het lichaam veren bij te plaatsen, op andere plaatsen veren te verwijderen, kammen te vergroten of te verkleinen, of de kam te veranderen door deze naar de andere zijde van de kop te laten overvallen en nog meer van dergelijke veranderingen van het uiterlijk.
Guhl vond door onderzoek dat elke verandering boven de nek in het uiterlijk van de hen, dus vooral aan de kop, tot gevolg had dat ze bijna onmiddellijk door haar toomgenoten werd aangevallen, zodra zij in de toom terugkeerde. Onder deze aanval kon de positie van de betrokken hen in de pikorde zowel ten goede als ten kwade veranderen; zij kon dus de maatschappelijke kippenladder bestijgen, maar ook gedwongen afdalen.
Daarentegen hadden veranderingen in het uiterlijk tussen de basis van de nek en de staartveren niet tot gevolg dat ze door de andere hennen niet meer als toomgenoten werden herkend. Zo werden bijvoorbeeld hennen met afgeknipte staartveren of andere veranderingen, bij terugkeer in de toom niet door de aanwezige hennen aangevallen, terwijl ook hun plaats in de pikorde niet veranderde, maar hetzelfde bleef als voor de wijziging in hun uiterlijk.
Voor deze herkenning is dus het voorste deel van het lichaam, dat wil zeggen kop en nek, van meer belang dan de overige delen van het lichaam.